# Arboretum Hrádok
Hrádocké arboretum je arboretum a chráněný areál v Liptovském Hrádku. Leží v katastrálním území obce Liptovský Hrádok v okrese Liptovský Mikuláš v Žilinském kraji na Slovensku. Chráněné území bylo vyhlášeno v roce 1982 a jeho rozloha je 7,24 hektaru. Od roku 1963 je arboretum chráněno také jako národní kulturní památka.
Je nejvýše položeným arboretem ve Střední Evropě (650 m n. m.) a obsahuje čtvrté nejrozsáhlejší dendrologické sbírky na Slovensku. V arboretu se nacházejí jedinečné taxony ze slovenské a světové dendroflory, které jsou v Červených knihách více států, a které jsou v rámci Evropy na severním okraji svého přirozeného areálu rozšíření (Klokoč, láčkovci, chvojník apod.).

## Historie
Arboretum bylo založeno roku 1777 Jánem Xaverem Girsíkem vysazením dvou set lip v lokalitě dnes známé jako Sady M. R. Štefánika. Rozvoj arboreta pokračoval rokem 1796, kdy byla založena Horárska a lesnícká škola v Liptovském Hrádku. Dnešní lesnická škola je její pokračovatelkou. Byly vysázeny lesní porosty Hradská hora, Zapač a také na Malužiné. Samotné Arboretum se začalo rozvíjet až roku 1805, kdy František Wiesner z Morgesternu založil Lesní porosty v části Podhradí. Byly sem dovezeny rostliny z Banské Štiavnice. Úpadek arboreta se začal výrazně projevovat v druhé polovině 20. století, kdy byly porosty vykáceny a na jejich místě se začala rozvíjet bytová sídliště. O arboretum se starají studenti Střední lesnické školy, kteří v něm vykonávají praxi.